# Gordon Thomson (canottiere)
Gordon Lindsay Thomson (Wandsworth, 27 marzo 1884 – 8 luglio 1953) è stato un canottiere britannico.
Ha vinto due medaglie olimpiche, entrambe alle Olimpiadi 1908 svoltesi a Londra. In particolare ha vinto una medaglia d'oro nel due senza maschile e una medaglia d'argento nel quattro senza maschile.